# Paco Sedano
Sedano  Antolín est un nom espagnol. Le premier nom de famille, en général paternel, est Sedano ; le second, en général maternel, souvent omis, est Antolín.
Francisco Sedano Antolín connu sous le surnom de Paco Sedano, né le 2 décembre 1979 à Madrid, est un joueur international espagnol de futsal évoluant comme gardien de but de la fin des années 1990 à celle des années 2010.
Paco Sedano se forme au football et au futsal dans la région de Madrid, avant de se spécialiser comme gardien de but en salle à l'adolescence. Formé notamment au FS Móstoles, il part faire ses débuts professionnels en troisième division en 1998-99 avant de revenir à Móstoles et de participer dès son retour à l'accession en première division. Il reste sept saisons au club et connaît ses premières sélections en équipe nationale. En 2007, le gardien rejoint la section futsal du célèbre FC Barcelone, fraîchement montée dans l'élite en quête de titre rapidement. Paco Sedano participe à la réussie de l'équipe et remporte deux Coupes de l'UEFA, trois Championnats d'Espagne, cinq Coupes du Roi, une Supercoupe nationale et trois Coupes d'Espagne jusqu'à sa retraite soudaine en juin 2018.
En équipe nationale, Paco Sedano est sélectionné pour la Coupe du monde 2004 et le Championnat d'Europe 2005, alors qu'il défend les buts du Móstoles FS. Il participe au succès de l'équipe d'Espagne depuis le rôle de troisième gardien. Il n'est alors plus retenu en sélection jusqu'à fin 2017 malgré ses sacres avec le Barça et ses reconnaissances individuelles entre-temps. Sedano est dans le but pour la victoire lors de l'Euro 2016. Il enchaîne en fin d'année avec la Coupe du monde en Colombie puis l'Euro 2018.
Paco Sedano est élu deuxième meilleur gardien de l'année lors des Prix FutsalPlanet trois années consécutives (2014 à 2016) avant d'être reconnu meilleur portier du monde en 2017. En parallèle, il est élu meilleur gardien du Championnat d'Espagne à quatre reprises.

## Biographie

### Débuts
Paco Sedano naît à Madrid le 2 décembre 1979 et début le futsal à quatre ans. Il évolue comme joueur de champ dans une ligue locale de Móstoles en tant que cadet, à 14 ans, puis passe gardien de but et conserve ce poste en étant surclassé dans l'équipe de son grand frère,, Enrique, aussi devenu professionnel sous le surnom de Kikillo.
Paco s'entraîne aussi au football jusqu'à ses seize ans, passant un an au Real Madrid, dans la catégorie benjamín, puis au niveau national jeune à Alcorcón. Jusqu'en juveniles, il est sélectionné en équipe de Madrid à la fois en futsal et football. Après l'appel de l'équipe de futsal de Madrid pour un tournoi au Portugal, il doit choisir entre les deux et garde la salle,. Avec le Fútbol Sala Móstoles, il obtient la montée en deuxième division (División de Plata) au terme de la saison 1995-1996.
Sedano fait ses débuts professionnels chez Autos García-Coslada en Segunda B (troisième division), devant faire deux heures de train pour s'entraîner. Sollicité par l'équipe de Las Rozas, l'entraîneur de Móstoles vient jusque chez lui pour l'engager avec son équipe.

### Sept ans Móstoles (1999-2007)
Paco Sedano rejoint le PSG Móstoles au début de la saison 1999-2000. L'équipe remporte son groupe de deuxième division (División de Plata) et est promue en División de Honor.
En 2004, il remporte la Coupe de la Communauté de Madrid dont il est élu meilleur gardien de la compétition.
Le gardien passe sept saisons comme l'un des joueurs clés de Móstoles et fait ses débuts en équipe nationale espagnole. 

### Onze ans au Barça (2007-2018)
Il rejoint le FC Barcelone en 2007.
En février 2011, Sedano fait son entrée en jeu durant la séance de tirs au but en demi-finale de Coupe d'Espagne, après que titulaire Cristian n'ait pu arrêter aucun des trois premiers. Sedano stoppe deux des trois tirs qu'il reçoit et qualifie son équipe pour sa première finale dans la compétition.
En 2013-2014, le FC Barcelone remporte la Coupe de l’UEFA pour la deuxième fois en trois saisons en battant le FC Dynamo en finale, avec trois buts marqués dans la prolongation à Bakou. Paco Sedano inscrit le dernier but du match et scelle le score dans le temps supplémentaire (5-2 ap) sur un tir de loin.
Fin avril 2015, Sedano inscrit un but lors des derniers instants de la demi-finale de Coupe d'Europe face au Sporting Lisbonne et participe à la qualification de son équipe pour la finale (5-2). En fin de saison, il est élu meilleur gardien de la LNFS.
En janvier 2018, le gardien et capitaine du Barça prolonge son contrat de deux saisons, soit jusqu'en 2020, et intègre le centre de formation du club en tant que tuteur. Il prend finalement sa retraite des terrains en juin 2018 pour raison personnelle, après 18 ans en tant que professionnel.
Albert Soler, chef des sections professionnelles du FC Barcelone, annonce alors que le maillot numéro 28 du gardien sera retiré et accroché au Palau Blaugrana, Sedano est le premier joueur de futsal culé à recevoir cette distinction. Sedano est alors le joueur le plus titré de l'histoire de la section futsal du club avec 22 titres. Il est dépassé en 2020 par son successeur au capitanat, Sergio Lozano.

### En équipe nationale
Paco Sedano est sacré champion du monde en 2004 à Taïwan, en tant que troisième gardien. Il connaît sa première sélection deux jours avant la finale, peu de temps avant son vingt-cinquième anniversaire. En 2005, Sedano est du sacre durant le Championnat d'Europe, toujours comme troisième gardien en raison de la blessure de Cristian.
Après sept ans sans être convoqué, Sedano est sélectionné pour disputer l'Euro 2016, que l'Espagne remporte. Il enchaîne en fin d'année avec la Coupe du monde en Colombie et est le seul joueur de l'effectif ibérique à avoir déjà été sacré champion du monde en 2004. L'Espagne est éliminée par la Russie en quart de finale (2-6). Nommé meilleur gardien d'Espagne au terme de la saison 2016-2017, Paco Sedano est rappelé par Venancio López pour le tournoi triangulaire amical entre la Slovaquie, l'Espagne et Italie fin septembre 2017. Durant l'Euro 2018, Sedano participe à la qualification en finale en stoppant le premier tir au but kazakh en demi-finale (5-5 tab 3-1). Retraité des terrains en juin 2018, Sedano pour une dernière fois le maillot de la sélection début 2019 en amical contre le Brésil.

### Reconversion
Paco Sedano intègre la Fédération royale espagnole de football, en tant que secrétaire du Comité national de futsal,,.

## Style de jeu
Paco Sedano évolue au poste de gardien de but. Il est loué pour son efficacité dans les situations de face-à-face, mais aussi son jeu collectif. Formé aussi au football et ayant débuté comme joueur de champ au futsal Sedano est à l'aise balle au pied et remonte parfois le terrain en laissant ses buts vides.

## Palmarès

### En sélection nationale
Au niveau international, Paco Sedano remporte la Coupe du monde 2004 et le Championnat d'Europe 2005, alors qu'il défend les buts du Móstoles FS, puis le Championnat d'Europe 2016, en tant que joueur du Barça.
- Coupe du monde (1)
  - Vainqueur : 2004

- Championnat d'Europe (2)
  - Vainqueur : 2005 et 2016

### En club
Avec le FC Barcelone, Paco Sedano remporte deux Coupes de l'UEFA (2011 et 2014), trois Championnats d'Espagne (2001, 2012 et 2013), cinq Coupe du Roi (2011, 2012, 2013, 2014 et 2018), une Supercoupe (2014) et trois Coupes d'Espagne (2011, 2012 et 2013).
- Coupe de l'UEFA (2)
  - Vainqueur : 2012 (en), 2014
  - Finaliste : 2015 (en)
  - Troisième : 2013 (en), 2018

- Championnat d'Espagne (3)
  - Champion : 2011 (es), 2012 (es), 2013 (es)
  - Vice-champion : 2016, 2017 et 2018

- Coupe d'Espagne (3)
  - Vainqueur : 2011 (es), 2012 (es), 2013 (es)
  - Finaliste : 2015 (es)

- Coupe du Roi (5) 
  - Vainqueur : 2011 (es), 2012 (es), 2013, 2014, 2018 (es)

- Supercoupe d'Espagne (1)
  - Vainqueur : 2013
  - Finaliste : 2011

### Distinctions individuelles
Début 2015, Paco Sedano est nommé pour le Prix FutsalPlanet de meilleur gardien de l'année. Paco Sedano remporte le prix du meilleur gardien du monde en 2017, devant le Brésilien Higuita et l'Espagnol Jesús Herrero. 
À quatre reprises (2013, 2014, 2016 et 2017), il est nommé meilleur gardien du Championnat d'Espagne. 
- Prix FutsalPlanet (1)
  - Meilleur gardien de l'année : 2017
  - 2e meilleur gardien de l'année : 2014, 2015 et 2016
- Championnat d'Espagne (4)
  - Meilleur gardien : 2012-13, 2013-14, 2015-16 et 2016-17[9],[20],[4]

## Statistiques
| Saison                | Club                  | Championnat           | Championnat | Championnat | Coupe(s) nationale(s) | Coupe(s) nationale(s) | Supercoupe | Supercoupe | Compétition(s) continentale(s) | Compétition(s) continentale(s) | Compétition(s) continentale(s) | Coupe du Roi | Coupe du Roi | Coupe intercontinentale | Coupe intercontinentale | Espagne | Espagne | Total | Total |
| Saison                | Club                  | Division              | M.          | B.          | M.                    | B.                    | M.         | B.         | Comp.                          | M.                             | B.                             | M.           | B.           | M.                      | B.                      | M.      | B.      | M.    | B.    |
| 1998-1999             | Autos García Coslada  | D3                    | -           | -           | -                     | -                     | -          | -          | -                              | -                              | -                              | -            | -            | -                       | -                       | -       | -       | 0     | 0     |
| 1999-2000             | Móstoles 2008         | D2                    | -           | -           | -                     | -                     | -          | -          | -                              | -                              | -                              | -            | -            | -                       | -                       | -       | -       | 0     | 0     |
| 2000-2001             | FS Móstoles           | D1                    | -           | -           | -                     | -                     | -          | -          | -                              | -                              | -                              | -            | -            | -                       | -                       | -       | -       | 0     | 0     |
| 2001-2002             | LocaliaTV Móstoles    | D1                    | -           | -           | -                     | -                     | -          | -          | -                              | -                              | -                              | -            | -            | -                       | -                       | -       | -       | 0     | 0     |
| 2002-2003             | URJC Móstoles         | D1                    | -           | -           | -                     | -                     | -          | -          | -                              | -                              | -                              | -            | -            | -                       | -                       | -       | -       | 0     | 0     |
| 2003-2004             | URJC Móstoles         | D1                    | -           | -           | -                     | -                     | -          | -          | -                              | -                              | -                              | -            | -            | -                       | -                       | -       | -       | 0     | 0     |
| 2004-2005             | PSG Móstoles          | D1                    | 30          | -           | -                     | -                     | -          | -          | -                              | -                              | -                              | -            | -            | -                       | -                       | -       | -       | 30    | 0     |
| 2005-2006             | PSG Móstoles          | D1                    | 32          | -           | -                     | -                     | -          | -          | -                              | -                              | -                              | -            | -            | -                       | -                       | -       | -       | 32    | 0     |
| 2006-2007             | PSG Móstoles          | D1                    | 12          | -           | -                     | -                     | -          | -          | -                              | -                              | -                              | -            | -            | -                       | -                       | -       | -       | 12    | 0     |
| Sous-total            | Sous-total            | Sous-total            | 74          | -           | -                     | -                     | -          | -          | -                              | -                              | -                              | -            | -            | -                       | -                       | -       | -       | 74    | 0     |
| 2007-2008             | FC Barcelone          | D1                    | 18          | -           | -                     | -                     | -          | -          | -                              | -                              | -                              | -            | -            | -                       | -                       | -       | -       | 18    | 0     |
| 2008-2009             | FC Barcelone          | D1                    | 17          | -           | -                     | -                     | -          | -          | -                              | -                              | -                              | -            | -            | -                       | -                       | -       | -       | 17    | 0     |
| 2009-2010             | FC Barcelone          | D1                    | 20          | -           | -                     | -                     | -          | -          | -                              | -                              | -                              | -            | -            | -                       | -                       | -       | -       | 20    | 0     |
| 2010-2011             | FC Barcelone          | D1                    | 18          | -           | -                     | -                     | -          | -          | -                              | -                              | -                              | -            | -            | -                       | -                       | -       | -       | 18    | 0     |
| 2011-2012             | FC Barcelone          | D1                    | 20          | -           | 1                     | -                     | -          | -          | C1                             | 6                              | -                              | 3            | -            | -                       | -                       | -       | -       | 30    | 0     |
| 2012-2013             | FC Barcelone          | D1                    | 23          | 1           | 3                     | -                     | 1          | -          | C1                             | 2                              | -                              | 2            | -            | -                       | -                       | -       | -       | 31    | 1     |
| 2013-2014             | FC Barcelone          | D1                    | 25          | 1           | 2                     | -                     | 2          | -          | C1                             | 4                              | 1                              | 5            | -            | -                       | -                       | -       | -       | 38    | 2     |
| 2014-2015             | FC Barcelone          | D1                    | 27          | -           | 3                     | -                     | -          | -          | C1                             | 5                              | 1                              | 5            | -            | -                       | -                       | -       | -       | 40    | 1     |
| 2015-2016             | FC Barcelone          | D1                    | 26          | -           | 2                     | -                     | -          | -          | -                              | -                              | -                              | 4            | -            | 2                       | -                       | 5       | -       | 39    | 0     |
| 2016-2017             | FC Barcelone          | D1                    | 24          | -           | 1                     | -                     | -          | -          | -                              | -                              | -                              | -            | -            | -                       | -                       | 4       | -       | 29    | 0     |
| 2017-2018             | FC Barcelone          | D1                    | 20          | 1           | 1                     | -                     | -          | -          | C1                             | 5                              | -                              | 5            | -            | -                       | -                       | 5       | -       | 36    | 1     |
| Sous-total            | Sous-total            | Sous-total            | 238         | 3           | 13                    | 0                     | 3          | 0          | -                              | 22                             | 2                              | 24           | 0            | 2                       | 0                       | 14      | 0       | 316   | 5     |
| Total sur la carrière | Total sur la carrière | Total sur la carrière | 312         | 3           | 13                    | 0                     | 3          | 0          | -                              | 22                             | 2                              | 24           | 0            | 2                       | 0                       | 71      | 0       | 447   | 5     |